# لويس مورديل
لويس مورديل (بالإنجليزية: Louis J. Mordell)‏ هو عالم رياضيات بريطاني، عرف بأبحاثه الرائدة في مجال نظرية الأعداد.